# Керол Шепп
Керол Шепп Маккейн (англ. Carol Shepp; нар. 19 лютого 1938) — колишня політична помічниця і організаторка заходів, яка була директоркою Офісу відвідувань Білого дома (англ. White House Visitors Office) упродовж президентства Рональда Рейгана. Вона була першою дружиною популярного американського сенатора та дворазового кандидата в президенти США Джона Маккейна.

## Раннє життя і перший шлюб
Керол Шепп народилася у Пенсільванії, в родині Джозефа, страхового агента, і Марі Шепп.
У 1955 закінчила середню школу Лансдаун-Алдан, і виграла стипендію.
Шепп відвідувала Молодший коледж для жінок в Хакетстаун, Нью-Джерсі, починаючи з 1956 року, тут її спеціалізацієй була англійська мова.
П'ять футів вісім дюймів заввишки, Шепп була фітнес моделлю і монекенницею купальних костюмів для бренду «Jantzen swimwear» в Філадельфії. Також, вона працювала секретаркою.

## Подальша кар'єра

### Рейганська кампанія та адміністрація
У 1981 році вона стала директоркою «Офісу відвідувань Білого дома». Там вона планувала екскурсії та розглядала вимоги доступності для різних груп відвідувачів.